# Vili Resnik
Vili Resnik (Ljubljana, 27 november 1963) is een Sloveens zanger.

## Biografie
Resnik was van 1990 tot 1995 zanger bij de groep Pop Design. Hij is vooral bekend vanwege zijn deelname aan het Eurovisiesongfestival 1998, dat gehouden werd in het Britse Birmingham. Met het nummer Naj bogovi slišijo eindigde hij op de achttiende plek.